# Cylindres de Gudea
Les cylindres de Gudea sont une paire de cylindres en terre cuite qui datent de 2125 av. J-C environ, sur lesquels des inscriptions cunéiformes relatent le mythe sumérien de la construction du temple de Ningirsu. Les cylindres sont construits par Gudea, roi de Lagash.
Ils sont retrouvés en 1877 lors de fouilles archéologiques à Tello (anciennement Girsu), en Irak. Ils sont maintenant exposés au musée du Louvre à Paris, en France. Ce sont les plus gros cylindres aux écritures cunéiformes jamais découverts et ils présentent les plus longs textes connus de la langue sumérienne.

## Présentation

### Découverte
Les cylindres sont trouvés dans un drain par Ernest de Sarzec, sous le site du temple Eninnu de Tello, ruines antiques de la « ville sainte » sumérienne de Girsu, pendant la première campagne de fouilles en 1877. Ils sont trouvés près d’un bâtiment connu sous le nom de Agaren, où un pilier en brique (illustration) est découvert avec des inscriptions relatant sa construction par Gudea dans l'Eninnu pendant la seconde dynastie de Lagash. Sur ce pilier, l’Agaren est qualifié de lieu de jugement, ou propitiatoire, et il est déduit que les cylindres étaient gardés là ou ailleurs dans le temple. On pense que leur chute dans le drain a été causée par la destruction de Girsu, des générations plus tard. En 1878, les cylindres sont expédiés à Paris où ils sont toujours exposés, au musée du Louvre, dans le département des Antiquités du Proche-Orient, aile Richelieu, rez-de-chaussée, salle 2, MNB 1511 et MNB 1512.

### Description

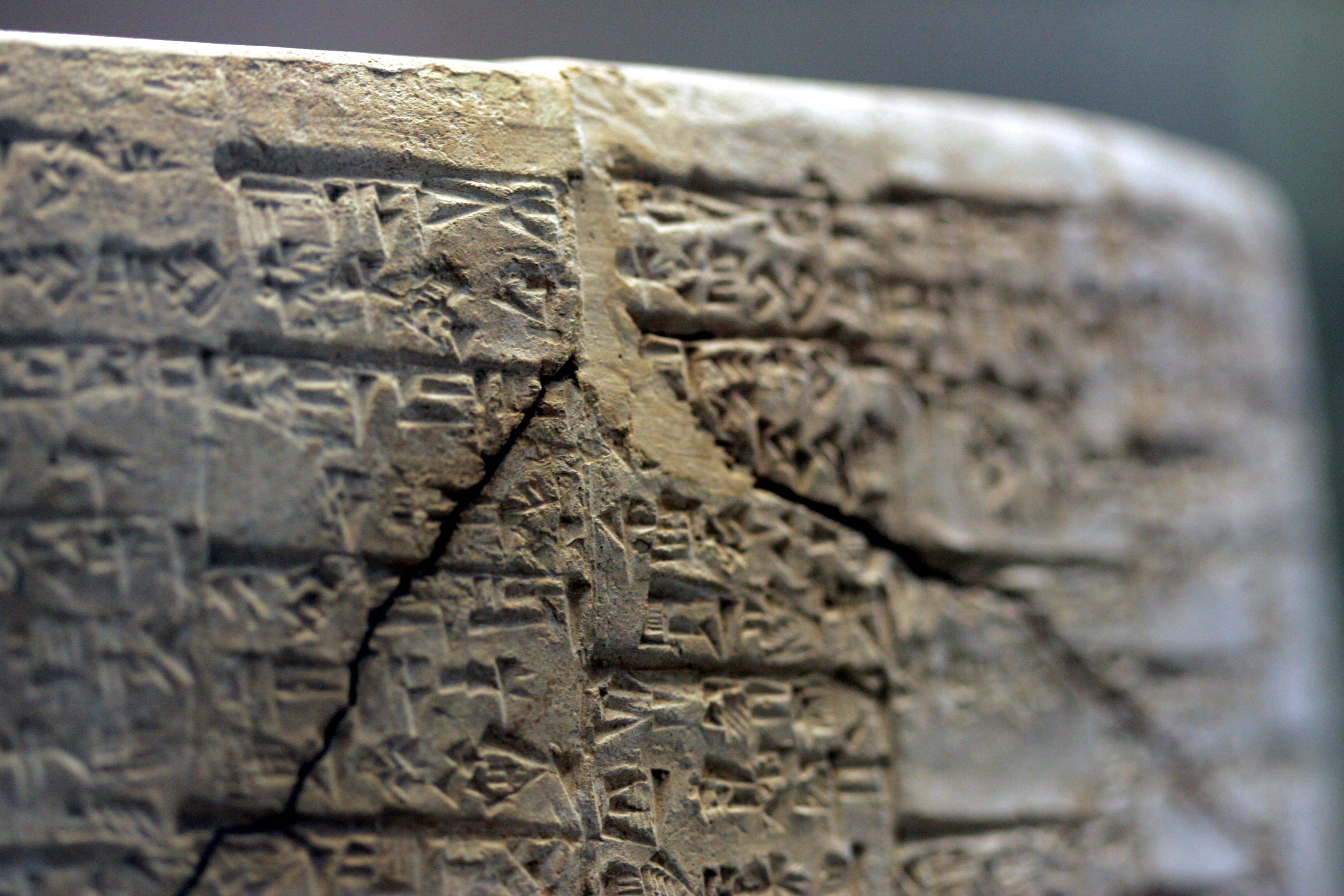
Détail d'un cylindre de Gudea montrant l'écriture cunéiforme.

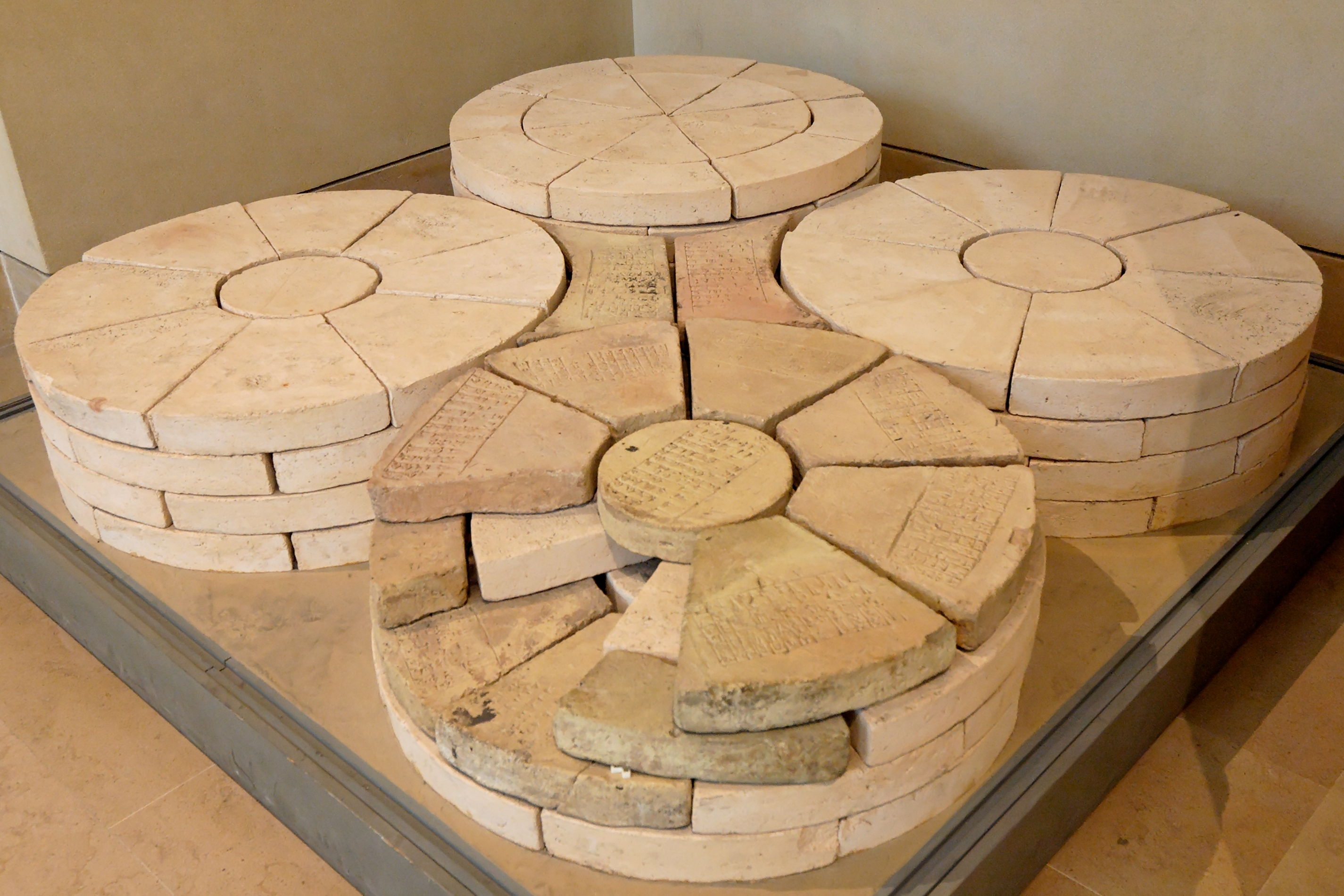
Le "pilier de Gudea", reconstruit à l'aide de briques antiques et de copies modernes—constitué de quatre colonnes rondes accolées. Les inscriptions mentionnent un portique en bois de cèdre, cour de justice de Ningirsu. Trouvé au sud-ouest du temple de Ningirsu à Girsu. Argile, environ 2125 av. J.-C. Musée du Louvre, Paris, AO 388, département des Antiquités du Proche-Orient, aile Richelieu, salle 2. Fouilles de Ernest de Sarzec, 1881.

Les deux cylindres sont appelés A et B. Le cyclindre A a une hauteur de 61 cm et un diamètre de 32 cm, le cylindre B mesure 56 cm pour un diamètre de 33 cm. Ils sont creux avec des perforations au centre pour le socle. À leur découverte, ils étaient remplis d'un type inconnu de plâtre, avec des bouchons d'argile obstruant les trous. L’enveloppe des cylindres a une épaisseur d’environ 2,5 à 3 cm. Les deux cylindres sont fendus et nécessitent des travaux de restauration. Le Louvre en possède encore 12 morceaux, dont certains peuvent être utilisés afin de restaurer le cylindre B. Les cylindres A et B présentent respectivement 30 et 24 colonnes de texte. On y trouve entre 16 et 35 cases par colonnes, chacune d'entre elles réunissant jusqu'à 6 lignes. Les cylindres devaient se trouver dans une position horizontale pour permettre la lecture du cunéiforme. Cette écriture est utilisée entre l'akkadien et la troisième dynastie d'Ur, elle est typique des inscriptions datant de la seconde dynastie de Lagash. Des différences d'écriture, identifiables grâce à certains signes, indiquent que les cylindres ont été gravés par différents scribes.

### Traductions et commentaires
Ernest de Sarzec fait des reproductions détaillées des cylindres dans ses rapports de fouilles, qui sont toujours utilisés de nos jours. La première traduction et transcription est publiée par François Thureau-Dangin en 1905. Une autre édition, avec une concordance importante, est publiée par Ira Maurice Price en 1927. M. Lambert et R. Tournay apportent de nouvelles traductions en 1948, Adam Falkenstein en 1953, Giorgio Castellino en 1977, Thorkild Jacobsen en 1987 et Dietz-Otto Edzard en 1997. La dernière traduction du projet Electronic Text Corpus of Sumerian Literature (en) (« Corpus de texte électronique de la littérature sumérienne ») est fournie par Joachim Krecher avec la contribution de Hermann Behrens et Bram Jagersma.
Samuel Noah Kramer publie également un commentaire détaillé en 1966 et en 1988. Herbert Sauren suggère que les textes des cylindres relatent la mise en scène d'un rituel, une représentation ou un cortège qui a lieu lors des réjouissances annuelles consacrées au temple, et que certaines parties des deux cylindres dévoilent le script et l'ordre précis des événements d'un festival de sept jours. Cette proposition est peu reconnue.

## Composition

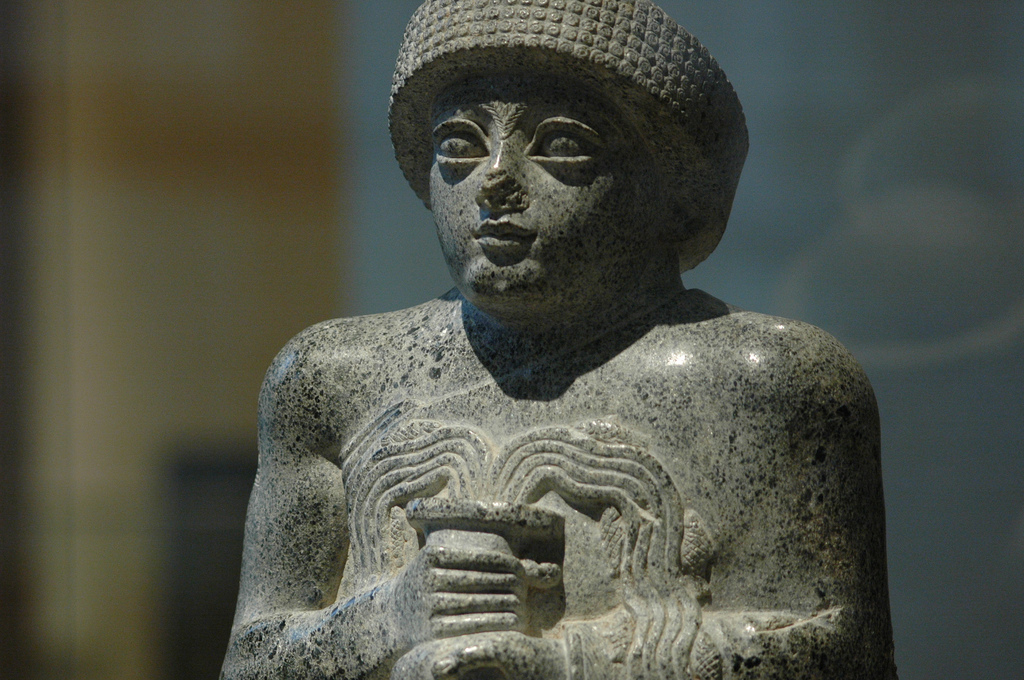
Statue de Gudea transportant de l'eau.

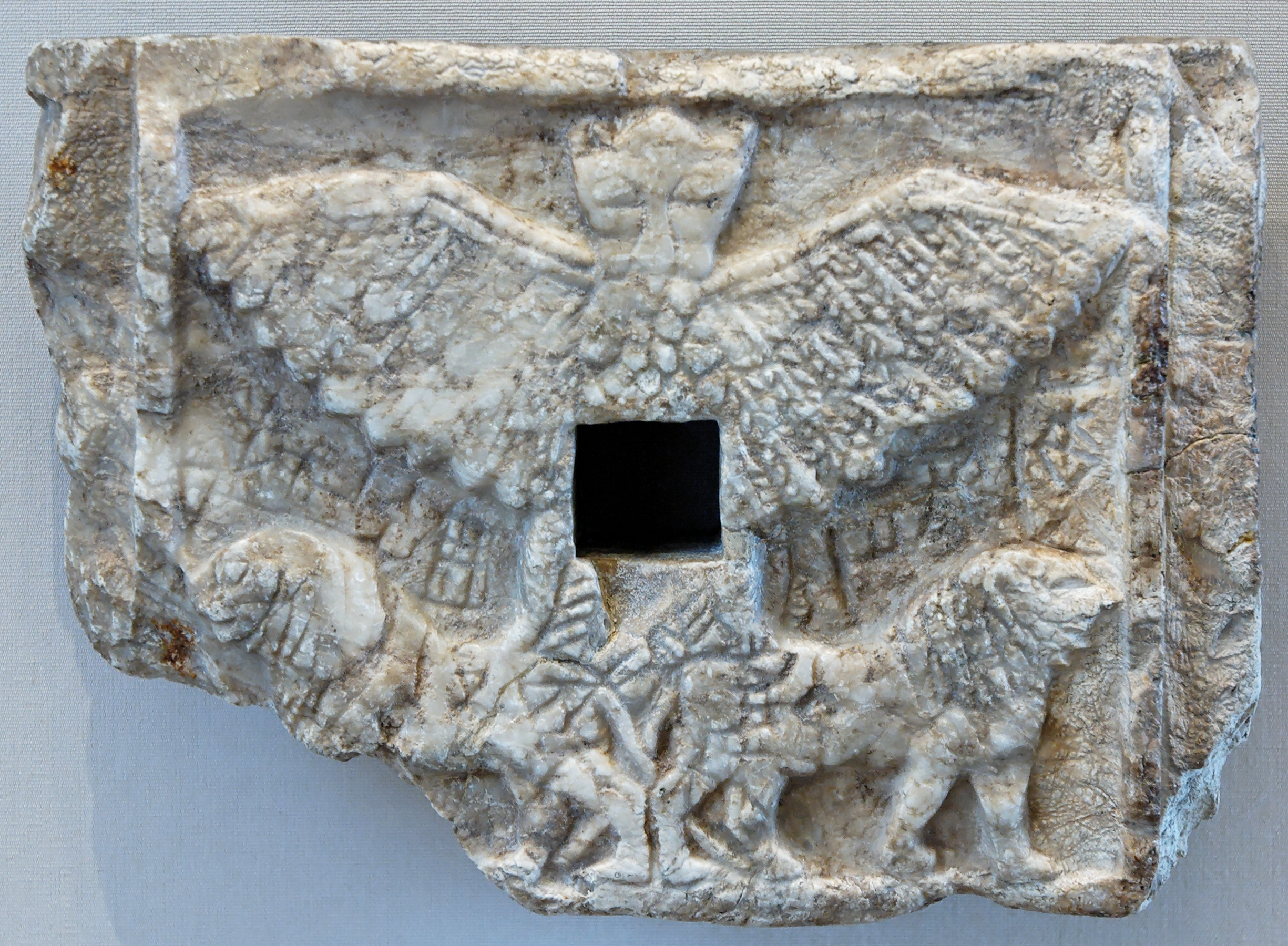
Relief votif représentant le dieu-oiseau Anzû (ou I'm-dugud) en aigle léontocéphale. Albâtre. Découvert à Tello, l'antique Girsu.

L'interprétation du texte présente de nombreuses restrictions pour les chercheurs actuels, à qui les informations n’étaient pas destinées. Ils ne possèdent pas la même connaissance de l’ancien monde et de sa littérature. Irene Winter remarque que la compréhension du texte exige « un savoir préalable du lecteur et une interprétation correcte de la scène – il doit savoir faire correspondre le récit avec ses connaissances plutôt que de simplement interpréter les images transmises par ce dernier. » Le héros de l'histoire est Gudea, roi de la cité-état de Lagash à la fin du troisième millénaire av. J-C. De nombreux artéfacts sculptés et gravés ont subsisté à la reconstruction et au dévouement du roi pour l'Eninnu, temple de Ningirsu, le dieu tutélaire de Lagash. Cela inclut des clous de fondation, des plans de bâtiments et des récits illustrés, sculptés sur des stèles de calcaire. Le temple Eninnu était un impressionnant ensemble de bâtiments qui aurait compris, entre autres, le E-pa, le Kasurra et le sanctuaire de la déesse Bau. Il n'y a de nos jours plus de vestiges importants de l'édifice de Gudea, alors ce texte est la meilleure trace que l'on ait de son exploit.

### Cylindre X

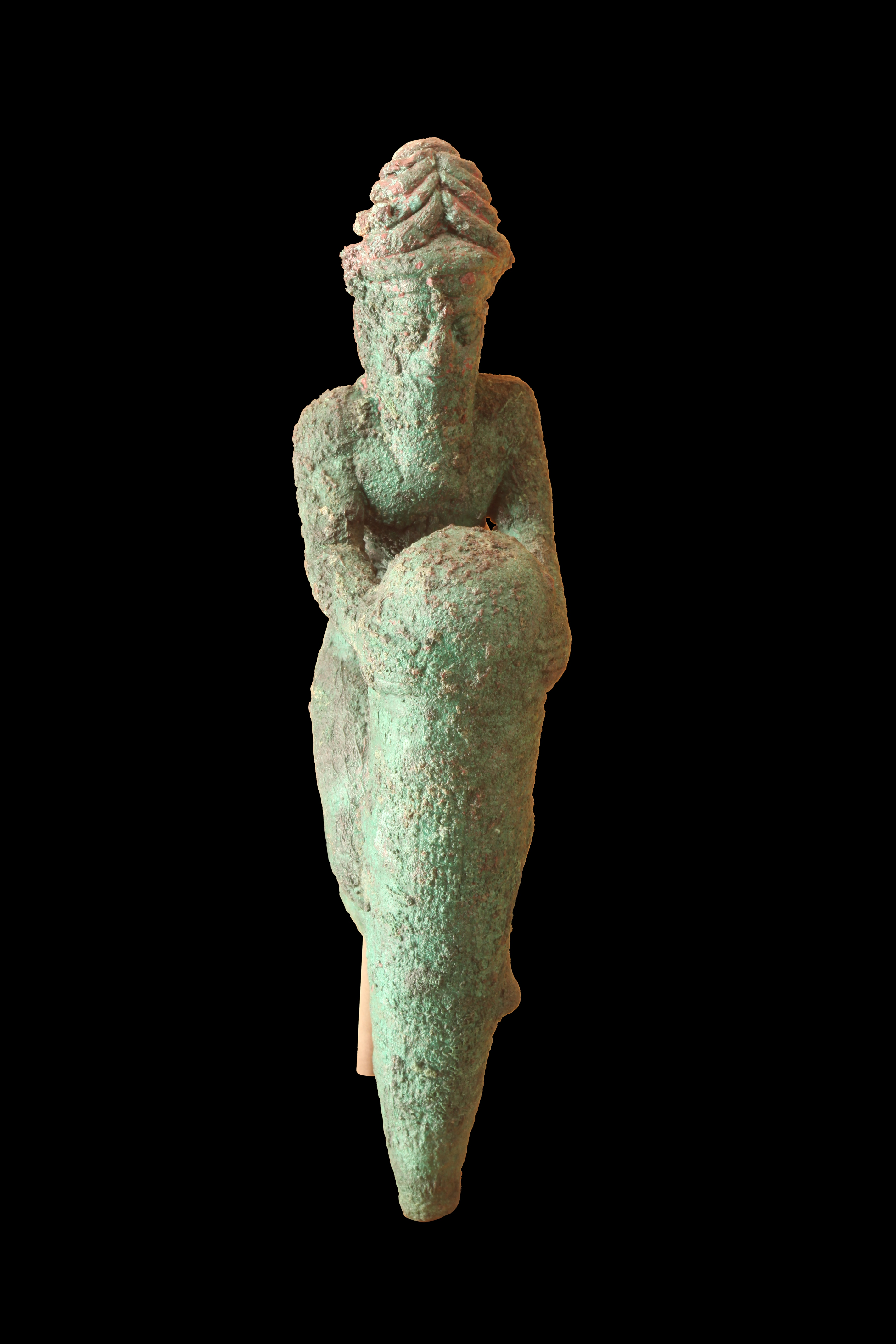
Figurine de fondation : un dieu agenouillé, tenant un clou. Cuivre, découvert à Tello, l'antique Girsu.

Les fragments d’une autre inscription de Gudea furent découverts mais ne purent être assemblés avec les deux déjà présentes au Louvre. Les chercheurs vinrent alors à suggérer qu’il manquait un cylindre, antérieur aux textes récupérés. Durant leur étude, il fut affirmé que les deux cylindres présentaient un récit objectif et complet dont une phrase gravée à la fin du cylindre A fut présentée par Falkenstein comme l’annonce du milieu de la composition. Pour d’autres, ce colophon annoncerait plutôt le fait que le cylindre est le deuxième dans un groupe de trois. L’ouverture du cylindre A présente également des similarités avec les ouvertures d’autres mythes, où les destins du ciel et de la terre y sont déterminés. Divers conjectures furent créées afin de reproduire le contenu présumé d’un premier cylindre. Selon Victor Hurowitz, il aurait contenu un hymne liminaire louant Ningirsu et Lagash. Pour sa part, Thorkild Jacobsen suggère qu’on y trouvait peut-être l’explication selon laquelle un temple, similaire mais relativement plus récent, construit par Ur-Bau, le beau-père de Gudea, « fut jugé insuffisant ».

### Cylindre A

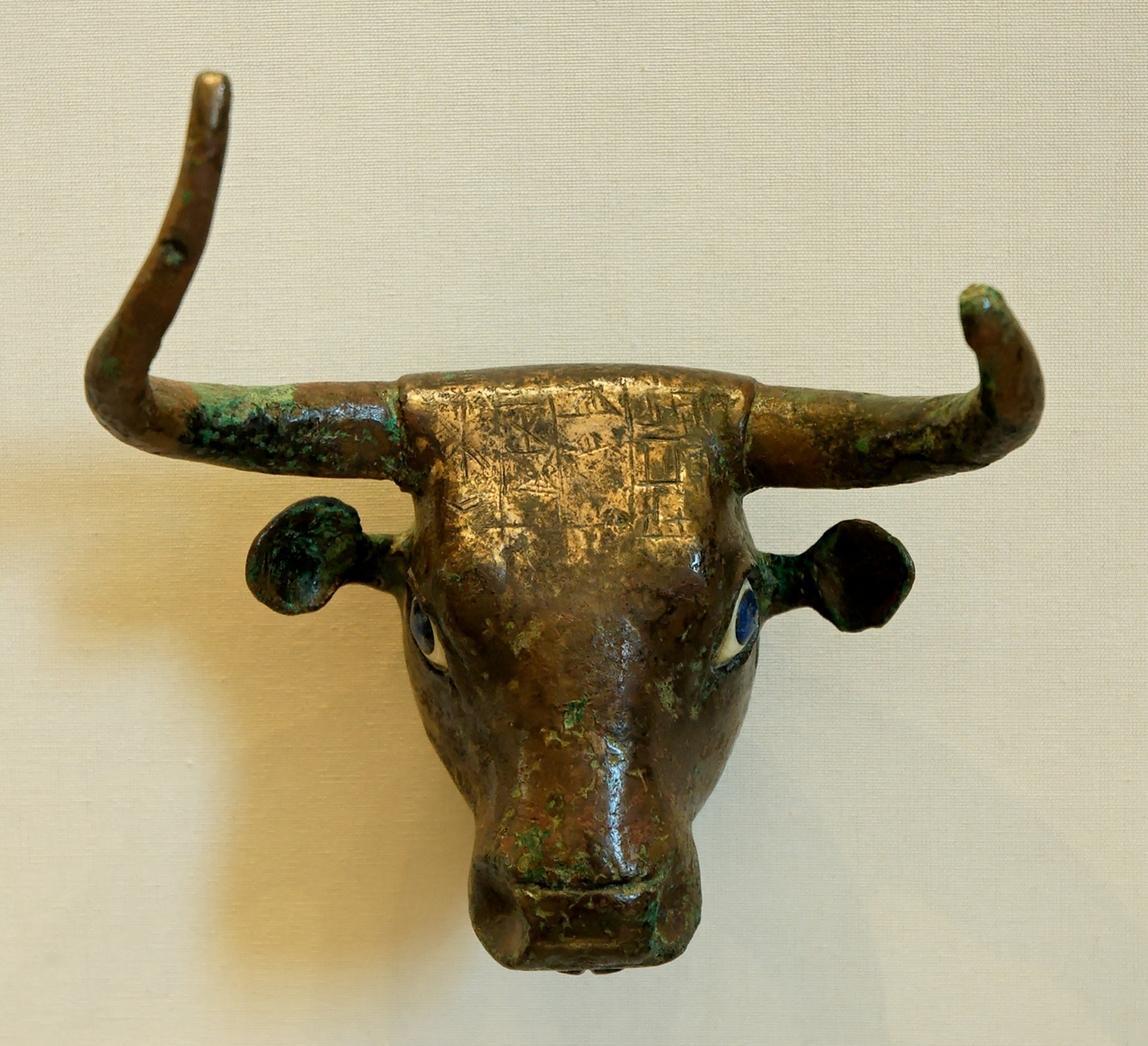
Tête de taureau, probablement apposée sur la caisse de résonance d’une lyre. Cuivre, nacre et lapis-lazuli, découverte à Tello, l’antique Girsu. Musée du Louvre, AO 2676, fouilles de Ernest de Sarzec ; présent du sultan Abdul Hamid, 1896

Le récit du cylindre A commence dans un passé lointain, quand le destin était déterminé par Enlil, divinité suprême du panthéon sumérien, siégeant avec le conseil divin et regardant avec admiration son fils Ningirsu et sa ville, Lagash.
« Upon the day for making of decisions in matters of the world, Lagash in great office raised the head, and Enlil looked at Lord Ningirsu truly, was moved to have the things appropriate appear in our city. » (« Le jour de la prise de décisions concernant le monde, Lagash aux fonctions importantes se releva, et Enlil considéra longuement le Seigneur Ningirsu, ému de voir des choses appropriées apparaître dans notre ville. »)
Ningirsu déclare alors que le gouverneur construira un temple dédié aux grandes réussites. Gudea voit ensuite, dans un rêve, un géant avec des ailes, une couronne et deux lions, qui lui ordonne de construire le temple Eninnu. Deux silhouettes apparaissent à leur tour : une femme portant un style, et un héros portant une tablette en lapis-lazuli sur laquelle était tracé le plan d’une maison. Le héros dispose des briques dans un moule à briques et un panier de transport devant Gudea, pendant qu’un âne frappe impatiemment le sol avec son sabot. À son réveil, Gudea ne comprenant pas son rêve, décide de partir en voyage par canal afin d’interroger la déesse Nanshe. Gudea s’arrête à plusieurs sanctuaires tout au long de son parcours pour faire des offrandes à divers autres divinités. Nanshe lui explique que le géant est son frère, Ningirsu, et la femme au style d’or est Nisaba, la déesse de l’écriture, lui demandant de disposer le temple afin qu’il soit astronomiquement aligné aux « étoiles sacrées ». Le héros est Nindub, un dieu-architecte examinant le plan du temple. L’âne représente finalement Gudea lui-même, pressé de commencer la construction.

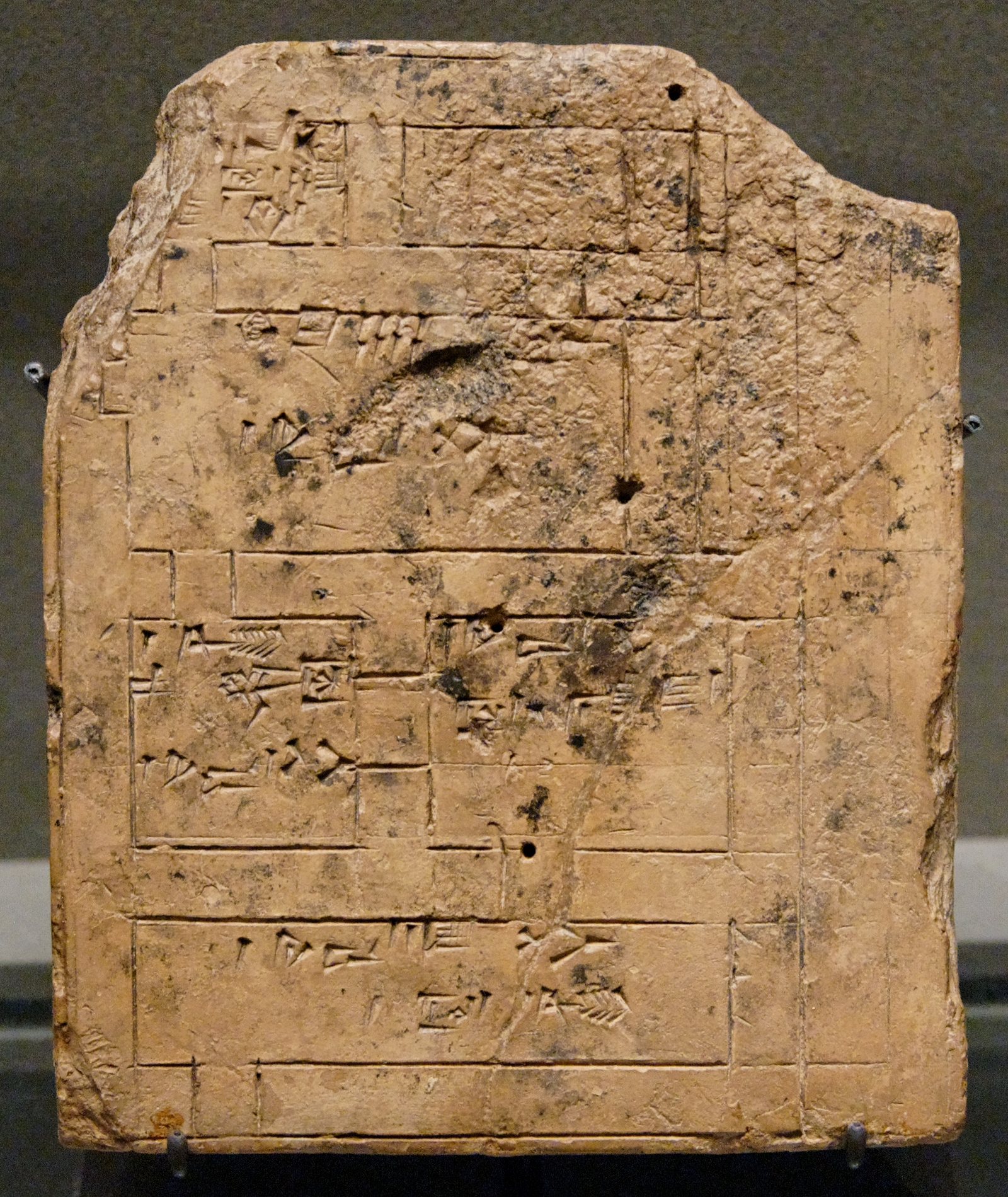
Plans d’argile d’un édifice, sanctuaire ou d’une maison privée de six pièces. Découvert à Tello, l'antique Girsu. Dimensions : H. 11 cm, L. 9 cm, P. 1.6 cm

Sous les conseils de Nanshe, Gudea construit un char orné d’un emblème, d’armes et de tambours pour Ningirsu. Il l’apporte ensuite au temple avec « Ushumgalkalama » son ménestrel ou sa harpe (tête de taureau photographiée, provenant de la caisse de résonance d’une harpe). Ningirsu le récompense en lui donnant sa bénédiction et Gudea fait un deuxième rêve où il reçoit des instructions détaillées concernant le bâtiment. Il commande alors le peuple de Lagash et juge la ville selon un certain « code d’éthique et de morale ». Gudea effectue le travail hâtivement, mesure le site de construction et pose la première brique lors d’un rituel festif. Les matériaux nécessaires à la construction sont apportés d’une vaste zone comprenant Suse, l’Élam, Magan, Meluhha et le Liban. On laisse apparemment les cèdres du Liban flotter sur l’Euphrate et le canal Iturungal, du Liban jusqu’à Girsu.
« To the mountain of cedars, not for man to enter, did for Lord Ningirsu, Gudea bend his steps: its cedars with great axes he cut down, and into Sharur ... Like giant serpents floating on the water, cedar rafts from the cedar foothills. » (« Pour le Seigneur Ningirsu, Gudea se dirigea vers la montagne aux cèdres, là où aucun homme ne peut accéder ; il coupa ses cèdres avec d’imposantes hâches, et à Sharur… Nombre de cèdres provenant des contreforts flottaient sur l’eau tels des serpents géants. »)
Gudea fait par la suite un troisième rêve lui révélant les différents types et caractères de temples. La construction du bâtiment y est détaillée, avec la disposition des fondations, impliquant la participation des Anunnaki, notamment Enki, Nanshe et Bau. Différentes parties du temple sont décrites, ainsi que son mobilier, et le récit du cylindre se termine par un hymne de louange à cet édifice.
Entre les lignes 738 et 758, la maison est décrite comme étant terminée avec du khôl et un type de plâtre prélevé dans le canal « Edin » :
« The fearsomeness of the E-ninnu covers all the lands like a garment! The house! It is founded by An on refined silver! It is painted with kohl, and comes out as the moonlight with heavenly splendor! The house! Its front is a great mountain firmly grounded! Its inside resounds with incantations and harmonious hymns! Its exterior is the sky, a great house rising in abundance! Its outer assembly hall is the Annunaki gods place of rendering judgments – from its ...... words of prayer can be heard! Its food supply is the abundance of the gods! Its standards erected around the house are the Anzu bird (pictured) spreading its wings over the bright mountain! E-ninnu's clay plaster, harmoniously blended clay taken from the Edin canal, has been chosen by Lord Nin-jirsu with his holy heart, and was painted by Gudea with the splendors of heaven as if kohl were being poured all over it. » (« L’imposante présence de l’Eninnu recouvre toutes les terres tel un vêtement ! La maison ! Elle est fondée par An sur de l’argent raffiné ! Elle est peinte avec du khôl, ressort comme le clair de lune avec son éclat divin ! La maison ! Sa façade est une imposante montagne, fermement ancrée au sol ! À l’intérieur résonnent incantations et hymnes harmonieuses ! À l’extérieur, le ciel est tel une immense maison s’élevant à l’infini ! À l’écart, la salle de l’assemblée est l’endroit où les divinités Anunnaki rendent leurs jugemments. Ailleurs, des prières se font entendre ! Ses provisions viennent de l’abondance des dieux ! Les principes qui y sont érigés sont l’oiseau Anzû (illustration) déployant ses ailes au-dessus de la montagne ! Le plâtre calcaire de l’Eninnu, du calcaire harmonieusement mélangé venant du canal Edin, a été choisi par le saint cœur du Seigneur Ningirsu, et peint par Gudea avec la splendeur du ciel comme si le khôl avait été versé dessus pour le recouvrir entièrement. »)
Selon Thorkild Jacobsen, ce « canal Idedin » fait référence à un « canal du désert » non identifié, qu’il pense être « le lit abandonné d’un canal rempli du sable de dune pourpre caractéristique, encore trouvable dans le sud de l’Irak. »

### Cylindre B

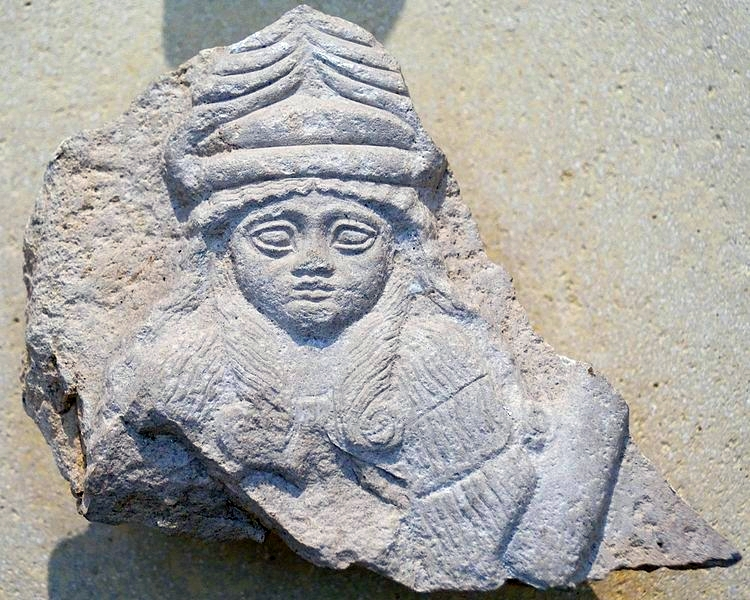
Buste de calcaire d’une déesse, peut-être Bau, portant un chapeau à cornes. Découvert à Tello, l'antique Girsu. Dimensions : H. 16.2 cm, L. 20 cm, P. 4.7 cm. Musée du Louvre, AO 4572, Fouilles de Gaston Cros, 1905

Le second cylindre commence avec un hymne narratif débutant lui-même par une prière aux Anunnaki. Gudea annonce ensuite que la maison est prête à accueillir Ningirsu et sa femme Bau. La nourriture et les boissons sont prêtes, l’encens brûle et une cérémonie est mise en place pour accueillir les dieux chez eux. La ville est à nouveau évaluée et plusieurs divinités sont nommées par Enki pour occuper différents postes au sein de l’édifice. Il désigne ainsi un gardien, un bailli, un bouteiller, un chambellan, un cocher, un chevrier, un garde-chasse, un inspecteur des céréales et pêcheries, des musiciens, des armuriers et un messager. Après le mariage sacré de Ningirsu et Bau, Gudea organise sept jours de célébration en l’honneur de Ningirsu avec un banquet dédié à An, Enlil et Ninhursag, les principales divinités sumériennes qui étaient alors toutes présentes. Le texte se termine par quelques lignes de prière à Ningirsu et au temple Eninnu.

### La construction du temple de Ningirsu
Le nom moderne du mythe est « La construction du temple de Ningirsu ». On le retrouve sur les deux cylindres. Ningirsu était associé aux pluies de printemps annuelles, primordiales pour les premières irrigations des cultures. Thorkild Jacobsen décrit le temple comme un lieu hautement sacré et une confirmation visuelle de la présence de dieux parmi la population. Il suggère également que l’édifice, « dans un sens mystique, ne faisait qu’un avec lui. » L’élément « Ninnu » dans le nom du temple « Eninnu » vient d’un des noms de Ningirsu : « ENinnu-Imdugud-babbara » sous sa forme complète. Cela signifie « la maison Ninnu, l’oiseau-tonnerre éclatant ». C’est une référence directe à l’oiseau-tonnerre, qui était apparu dans le deuxième rêve de Gudea, et à sa bénédiction.

## Usage ultérieur
Précédés par l'hymne du temple de Kesh, les cylindres de Gudea font partie des premiers récits décrivant le rituel de construction d'un temple. Le style, les coutumes et le format du récit ont des similarités notables avec ceux de la Bible, tels que la construction du tabernacle de Moïse. Victor Hurowitz observe également des similarités avec le récit ultérieur de la construction du temple de Salomon.